# Міна Кумарі
Міна Кумарі ( хінді मीना कुमारी , англ.  Meena Kumari ), справжнє ім'я - Магджабін Бано ( англ.  Mahjabeen Bano ); 1 серпня 1932 , Бомбей , Британська Індія  - 31 березня 1972 , Бомбей , Індія ) - індійська актриса , лауреат чотирьох премій Filmfare Award за кращу жіночу роль .

## Біографія
Міна Кумарі (справжнє ім'я Магджабін Бано) народилася 1 серпня 1933 року в Бомбеї в родині музиканта Алі Бакша та танцівниці Ікбали Бегум. У неї було дві сестри [1] .
У 1939—1972 роках Міна знялася у 99 фільмах. Була нагороджена премією Filmfare 4 рази та номінована 8 разів. Вона часто згадується у засобах масової інформації та літературних джерелах як «Королева трагедії» через її драматичні ролі та життя [2] [3] .
У 1952-1964 роках Міна була одружена з актором і режисером Камалом Амрохі [en] (1918-1993).

Могила Міни Кумарі
Померла у Бомбеї 31 березня 1972 року у віці 39 років від цирозу печінки . За бажанням чоловіка, вона була похована на цвинтарі рехматабад у Мумбаї [4] .
На її надгробку була написана фраза "Вона закінчила життя зі зламаною скрипкою, з розбитою піснею, з розбитим серцем, але без жодного жалю". Камал Амрохі після своєї смерті в 1993 був похований поряд з нею [4] .